# Crush (canção de David Archuleta)
"Crush" é uma canção do vice campeão do American Idol 7 David Archuleta. A canção foi gravada para o seu auto-intitulado álbum de estréia, que foi lançado em 11 de novembro de 2008. "Crush" foi produzido por Emanuel Kiriakou e co-escrito por Kiriakou, e Jess Cates, Dave Hodges, e lançada como single de estréia do cantor.
"Crush" foi lançado nas estações de rádio em todo o mundo através da estação de Nova Iorque rádio Z100, em 1 de agosto de 2008. Foi lançado comercialmente nos Estados Unidos em 12 de agosto de 2008, através de distribuição digital.

## Videoclipe
O vídeo foi dirigido por Declan Whitebloom. O vídeo da música estreou em 7 de setembro de 2008, através da AOL, inicialmente restrito ao Canadá e, em seguida, liberado 16 de setembro de 2008 no iTunes. 
É constituída por Archuleta em férias tentando conseguir a atenção de uma garota (interpretada por Hagood Coxe), ele aparentemente tem uma forte atração por ela. No início vários dos adolescentes vão nadar no lago perto de sua casa de verão, com um dos caras flertando com a menina na água. Depois que eles são acabam de nadar, o cara sai correndo, enquanto Archuleta fica para trás para ajudar a menina à sair do lago. O grupo também é mostrado em uma sala jogando que envolve a sua função, enquanto Archuleta também é mostrado tocando seu violão numa sala. Outra cena mostra o grupo, uma fogueira com várias das crianças emparelhadas fora em casais. No final Archuleta sai no deck da cabine, e a menina segue-o para fora, mostrando que ela compartilha seus sentimentos. Archuleta também é mostrado tocando piano perto de um lago durante todo o vídeo.

## Desempenho
Depois de ser lançado digitalmente nos Estados Unidos, "Crush" estreou em #2 na Billboard Hot 100 na semana de 21 de agosto de 2008, com 166.000 cópias vendidas na primeira semana. Essa foi a melhor estreia de uma música no Hot 100 em 2008 e a maior estréia de qualquer canção neste gráfico desde Fall Out Boy's "This Ain't a Scene, It's an Arms Race", que também entrou nas paradas em segundo, na semana de 3 de fevereiro de 2007.
"Crush" estreou em #93 no Pop 100 da Billboard, onde chegou à posição #12, e também esteve no top 10 no Billboard Hot Adult Contemporary Tracks. A canção estreou em #7 no Hot 100 canadense na mesma semana. O single vendeu 1,9 milhões de cópias até agora, de acordo com a Nielsen SoundScan.
"Crush" foi lançado digitalmente no Reino Unido em 23 de fevereiro de 2009, embora nenhum CD físico single tenha sido lançado. O single não conseguiu alcançar o Top 100.

## Versões oficiais
- Blast Off Productions Remix (6:16)
- Blast Off Productions Radio Remix (4:01)
- Mike Rizzo Funk Generation Club Mix (7:42)
- Mike Rizzo Funk Generation Radio Edit (3:56)
- Mike Rizzo Funk Generation Dub (6:54)
- Jason Nevins Extended Mix (6:49)
- Jason Nevins Radio Edit (4:07)
- Jason Nevins Extended Instrumental (6:49)
- Jason Nevins Radio Instrumental (4:06)
- Tonal Club Mix (5:18)
- Tonal Radio Edit (4:12)